# Cidade Nova (Rio de Janeiro)
Cidade Nova é um bairro da Zona Central do município do Rio de Janeiro. É dividido ao meio pela Avenida Presidente Vargas, a principal avenida da Região Central e uma das principais do município, fazendo a ligação entre o Centro e a Zona Norte do Rio. Seu índice de qualidade de vida, no ano 2000, era de 0,867, o 39º melhor do município, sendo considerado alto. Atualmente, o bairro passa por um processo de revitalização.

## História

### Século XIX
O nome "Cidade Nova" tem registros que remontam ao período do reinado de D. João VI. Até o início do século XIX, a região era um alagadiço  que servia de rota de passagem entre o Centro e as zonas rurais da Tijuca e São Cristóvão. Com os aterros feitos com a intenção de melhorar esta travessia, surgiu o projeto de impulsionar o crescimento da cidade para a área, vindo daí o nome.
Isto se deu, concretamente, com o Decreto de 26 de abril de 1811, firmado pelo então Príncipe Regente. O diploma registra o crescimento populacional da cidade do Rio de Janeiro, desde que se efetuou a transferência da Corte, «sendo por conseguinte muito poucas as casas para acomodação das [pessoas] que já existem e principalmente para a habitação das que vierem a estabelecer-se, levadas do seu interesse ou da necessidade do meu real serviço». Estabelece, diante disso, isenções do imposto da décima para novas edificações residenciais, «nos terrenos situados na Cidade Nova [...] e em qualquer outro lugar pantanoso».
O que hoje é a avenida Presidente Vargas era, então, uma extensa região pantanosa, compreendendo os mangais da Gamboa Grande e o final do Saco de São Diogo. Com os aterros feitos no inicio do século XIX, nela se formou o "Campo de Marte", destinado a manobras de tropas militares e exercícios de tiro. Ali foi aberto o "Caminho do Aterrado", - ou das Lanternas, sobre o qual a rua "São Pedro da Cidade Nova" alcançaria a "Ponte dos Marinheiros", renovada para que a família imperial tivesse acesso do Palácio de São Cristóvão ao que viria a ser Santa Teresa. O Barão de Mauá instalou na Rua São Pedro, em 1851, a "fábrica de gás", projeto do inglês Guilherme Bragge e transformou, em 1857, a vala que corria no aterrado num verdadeiro canal, o Canal do Mangue (entre as Ruas Visconde de Itaúna e Senador Eusébio).
A partir de 1860 a Cidade Nova foi caracteristicamente um bairro proletário, de pequenas casas operárias. Nele, localizava-se a antiga Praça 11 de Junho, que seria destruída com as obras de abertura da Avenida Presidente Vargas, nos anos 1930. As imediações da antiga praça, entretanto, mantém o nome de Praça XI, constituindo hoje um bairro em separado.[carece de fontes?] Em 1895, completou-se o aterro dos pântanos vizinhos com terras que vieram do desmonte do Morro do Senado. Foram então, abertas as ruas Visconde Duprat, Pinto de Azevedo, Pereira Franco, dos Bondes (Machado Coelho), etc.

### Século XX
Nos anos 10, a Cidade Nova tornou-se referência como zona de meretrício. As antigas casas operárias foram sendo convertidas em bordéis e uma vila inteira acabou ocupada pelas "casas de tolerância". O nome desta antiga vila operária acabou por se tornar sinônimo de meretrício barato, Vila Mimosa. A partir do final da década de 1960, várias destas casas foram sendo adquiridas e demolidas para dar lugar à construção de prédios residenciais e comerciais, dando a atual verticalização do bairro. A área onde se localizava a original Vila Mimosa foi demolida para abrigar a prefeitura e o teleporto da cidade. A Zona mudou-se irregularmente para a Praça da Bandeira.

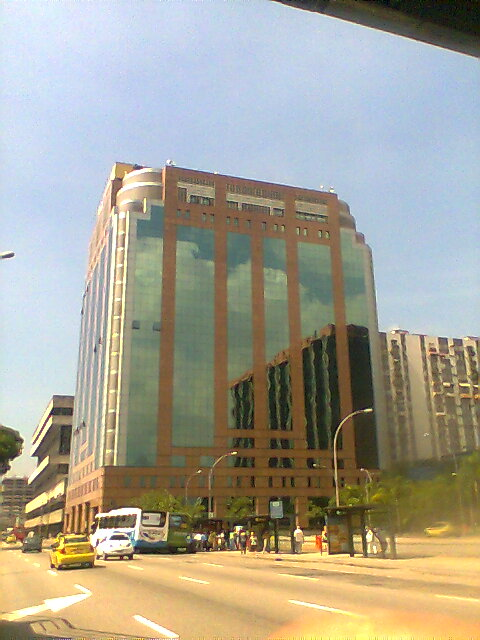
Teleporto do Rio de Janeiro.

Nos anos 1970, o bairro começou a se decompor em função da desvalorização imobiliária, ocorreram então projetos mal-sucedidos de re-urbanização e re-ocupação da zona, todos parcialmente executados. Com a construção das linhas do Metrô, a região sofreu várias intervenções. Por outro lado, houve a execução de outra obra importante, a construção do sambódromo da cidade na abandonada Rua Marquês de Sapucaí, inaugurado em 1984 por projeto de Oscar Niemeyer.

### Século XXI
Desde 2005, iniciou-se um projeto de criação de um novo polo de desenvolvimento no Rio de Janeiro, em jus ao nome do bairro, e a fim de desconcentrar a densidade de prédios do bairro do Centro. Alguns grandes empreendimentos têm sido construídos no bairro, sendo doze novos prédios de arquitetura e importância notável nos últimos cinco anos, por benefícios e iniciativas da prefeitura. Em 2010, o bairro finalmente foi incluso à Linha 2 do Metrô e até 2017 seria incluso no sistema de VLT, porém, tal sistema não chegou nem perto do bairro.

## Geografia
Limites
"Do Viaduto São Sebastião, no ponto em que se encontra com o Ramal Principal da RFFSA; pelo leito deste, até o Canal do Mangue, seguindo por este e pelo Trevo das Forças Armadas (excluído) até a Avenida Paulo de Frontin; por esta (incluído apenas o lado ímpar) até a Rua Joaquim Palhares; por esta (excluída) até a Rua Projetada 1 do PA 10.025; por esta (incluída) até a Rua Neri Pinheiro; por esta (incluída) até a Praça Reverendo Álvaro Reis (excluída); Rua Frei Caneca (excluída, excluindo a Praça Jornalista J.E. de Macedo Soares) até a Rua Paula Matos e, (incluída) da Rua Paula Matos até a Avenida Salvador de Sá; por esta (excluída) até o Viaduto São Sebastião; por este (incluído) ao ponto de partida" - Júlio Coutinho
Atualmente faz limite com os bairros do Centro, Catumbi, Estácio, Santo Cristo, conta com um acesso a Santa Teresa e também limita-se com a Praça da Bandeira, já no início da Zona Norte.

## Principais logradouros
- Avenida Presidente Vargas
- Rua Benedito Hipólito
- Rua Júlio do Carmo
- Rua Marquês de Sapucaí
- Avenida 31 de Março
- Rua Presidente Barroso
- Rua Haroldo de Andrade
- Rua Carmo Neto
- Avenida Marechal Henrique Lott
- Rua Laura de Araújo
- Rua Afonso Cavalcanti
- Rua Gustavo Barroso
- Rua Neri Pinheiro
- Rua Visconde de Duprat
- Avenida Salvador de Sá
- Rua Aníbal Benévolo
- Rua Correia Vasques
- Rua Frei Caneca
- Rua Heitor Carrilho
- Rua Lauro Müller
- Rua do Senhor de Matosinhos
- Rua Pinto de Azevedo
- Rua Ulysses Guimarães
- Rua Amoroso Lima

## Prédios notáveis
- Centro de Operações Rio

- Centro Integrado de Comando e Controle do Governo Estadual (CET-Fluminense)
- Centro Empresarial Integrado Cidade Nova II e III
- Centro Empresarial Cidade Nova IV
- Centro de Convenções Sul América
- Centro Estadual de Diagnóstico por Imagem (CEDI Rio+Imagem)
- Creche Institucional Dr. Paulo Niemeyer
- Edifício de Informações Oi
- Edifício Correios
- Edifício Nova CEDAE
- Edifício MetrôRio
- Edifício Detran
- Edifício São Sebastião
- Estação Cidade Nova do Metrô
- GRES São Clemente
- GRES Unidos da Tijuca
- Hospital Central da Polícia Militar
- Hospital São Francisco de Assis
- Museu do Samba
- Porto Maravilha
- Sambódromo da Marquês de Sapucaí
- Teatro de Bolso
- Teleporto Municipal
- Tribunal Regional Eleitoral
- Universidade Petrobras